# بخش باس بانو
بخش باس بانو (به لاتین: Basse-Banio) یک منطقهٔ مسکونی در گابن است که در استان نیانگا واقع شده‌است. بخش باس بانو ۷٬۱۹۲ نفر جمعیت دارد.